# Міхал Брезнанік
Міхал Брезнанік (словац. Michal Breznaník, нар. 16 грудня 1985, Ревуца) — словацький футболіст, півзахисник національної збірної Словаччини.
Чемпіон Чехії.

## Клубна кар'єра
У дорослому футболі дебютував 2004 року виступами за команду клубу «Подбрезова», в якій провів три сезони.
Своєю грою за цю команду привернув увагу представників тренерського штабу братиславського «Слована», до складу якого приєднався 2007 року. Відіграв за команду з Братислави наступні три сезони своєї ігрової кар'єри. Більшість часу, проведеного у складі братиславського «Слована», був основним гравцем команди.
Протягом 2010–2012 років захищав кольори команди чеського клубу «Слован» (Ліберець).
До складу «Амкара» приєднався 2012 року.

## Виступи за збірну
У 2012 році дебютував в офіційних матчах у складі національної збірної Словаччини. Відтоді провів у формі головної команди країни 6 матчів.

## Титули і досягнення
- Чемпіон Словаччини (1):

«Слован» (Братислава): 2008-09
- Чемпіон Чехії (1):

«Слован» (Ліберець): 2011-12
- Володар Кубка Словаччини (1):

«Слован» (Братислава): 2009-10
- Володар Кубка Чехії (1):

«Слован» (Ліберець): 2014-15
- Володар Суперкубка Чехії (1):

«Спарта»: 2014